# O Professor
O Professor foi um programa educativo da TV Cultura voltado ao público infanto-juvenil. Nos moldes de programas como Beakman's World, o professor de física Antonio Sadao Mori recebia em sua casa seus alunos para demonstrar princípios da física e da química por meio de experimentos e computação gráfica, usando para isso um computador Macintosh.
Entre os alunos do professor Sadao estavam futuros atores de sucesso, como Caio Blat e Cinthya Rachel.